# Glossadelphus julaceus
Glossadelphus julaceus là một loài Rêu trong họ Hypnaceae. Loài này được Tixier mô tả khoa học đầu tiên năm 1988.